# Calospila parthaon
Calospila parthaon is een vlindersoort uit de familie van de prachtvlinders (Riodinidae), onderfamilie Riodininae.
Calospila parthaon werd in 1823 beschreven door Dalman.